# Madonna dell'Ombrellino
Madonna col Bambino, san Giuseppe, l'arcangelo Raffaele e Tobiolo (detto anche Madonna dell'Ombrellino) è un dipinto ad olio su tela di Girolamo dai Libri, conservato nel museo di Castelvecchio a Verona.

## Descrizione
Un'iscrizione sulla tela permette di datare l'opera con precisione al 1530, rara opportunità per le opere di dai Libri, rappresentando così un'occasione unica per ricostruire l'evoluzione artistica dell'autore.
Vasari racconta che l'opera venne commissionata dalla famiglia De' Zoccoli (o Toccoli) come pala dell'altare maggiore della chiesa di Santa Maria della Vittoria Nuova a Verona (non più esistente a causa di un bombardamento che la coinvolse durante la seconda guerra mondiale) dove era presente un'altra opera dello stesso autore, un Sant'Onofrio oggi disperso. La pala era dotata anche di una predella sempre di Girolamo dai Libri, oggi collocata al Museo di Grenoble in Francia e raffigurante una Visitazione della Vergine.
Nel 1812 la chiesa venne sconsacrata e trasformata in un edificio militare, mentre l'opera entrò a far parte delle collezioni civiche cittadine. Nel 1857 la tela venne sottoposta a restauro da parte di Lorenzo Muttoni a cui seguirono quelli condotti nel 1946 e nel 1991.
Nella rappresentazione della Vergine si nota l'influsso di Mantegna tipico dell'attività giovanile di Girolamo, mentre nella figura dell'arcangelo Gabriele è evidente lo stile del Perugino a dimostrazione di come dai Libri cercò altre ispirazioni durante la sua fase più matura.